# NOW Christmas 2004
NOW Christmas 2004 er et dansk opsamlingsalbum udgivet 16. november 2004 af NOW Music. 

## Spor

### Cd
1. Julie & Martin Brygmann – "Jesus & Josefine"
2. Wham! – "Last Christmas"
3. Mel & Kim – "Rockin' Around The Christmas Tree"
4. Band Aid – "Do They Know it's Christmas?"
5. Elton John – "Step Into Christmas"
6. Elvis Presley – "I'll Be Home For Christmas"
7. Robbie Williams – "Walk This Sleigh"
8. Kylie Minogue – "Santa Baby"
9. MC Einar – "Jul – Det' Cool"
10. Shakin' Stevens – "Merry Christmas Everyone"
11. Juice/S.O.A.P./Christina feat. Remee – "Let Love Be Love"
12. Fenger & Helmig – "Når Sneen Falder"
13. Gnags – "Julesang"
14. Destiny's Child – "8 Days Of Christmas"
15. 'N Sync – "Merry Christmas, Happy Holidays"
16. Jackson 5 – "Santa Claus Is Coming To Town"
17. Chris Rea – "Driving Home For Christmas"
18. Slade – "Merry Xmas Everybody"
19. Shu-bi-dua – "Den Himmelblå"
20. Gasolin – "Dejlig Er Jorden"
21. ABBA – "Happy New Year"

### Dvd
1. Wham! – "Last Christmas"
2. Mel & Kim – "Rockin' Around The Christmas Tree"
3. Shakin' Stevens – "Merry Christmas Everyone"
4. Juice/S.O.A.P./Christina feat. Remee – "Let Love Be Love"
5. Fenger & Helmig – "Når Sneen Falder"
6. 'N Sync – "Merry Christmas, Happy Holidays"
7. Destiny's Child – "8 Days Of Christmas"
8. ABBA – "Happy New Year"